# 格卡瑞韋/哌侖他韋
格卡瑞韋/哌侖他韋 （INN:glecaprevir/pibrentasvir，簡稱G/P）是一種用於治療C型肝炎的固定劑量複方藥。它含有格卡瑞韋和哌侖他韋兩種成分，對C型肝炎的所有6種病毒型皆有效。治療十二週後，有81%到100%的患者體內已檢查不到C型肝炎病毒。此藥物採口服方式給藥，每日一次，隨餐服用。
用藥後最常見的副作用有頭痛、腹瀉和疲勞。在有B型肝炎病史的患者中，可能會發生病毒再活化。不建議有中度至重度肝病患者使用此藥物。格卡瑞韋的作用機制是阻斷NS3/NS4A（C型肝炎病毒蛋白酶）發生作用，而哌侖他韋的作用機制是阻斷NS5A（C型肝炎病毒蛋白質）發生作用。
此複方藥物於2017年在美國和歐洲獲得批准用於醫療用途。它已列入世界衛生組織基本藥物標準清單之中。

## 醫療用途
美國：G/P用於治療12歲及以上或體重至少99磅的成人和兒童的慢性C型肝炎病毒 (HCV) 1-6型感染，無論患者是否患有肝硬化（包括無肝硬化和代償性肝硬化），且先前未接受過C型肝炎病毒治療者（即初治患者）。
此外，G/P也可用於治療12歲及以上或體重至少99磅的成人和兒童的慢性HCV 1型感染，且先前曾接受過NS5A抑制劑或NS3/4A抑制劑治療，但並未同時接受過這兩種藥物治療的患者。於2019年，許多患者的治療時間已從12週縮短至8週。
歐盟：G/P用於治療1 歲及以上的成人和青少年慢性（長期）C型肝炎。

## 副作用
使用G/P已知的副作用只有B型肝炎再活化，以及較常見的頭痛、噁心、疲倦和腹瀉。

## 特定群體

### 懷孕
一些權威機構為求預防可能對胎兒產生危險，不建議使用。目前缺乏足夠數據評估此藥物對胎兒的潛在風險。

### 母乳哺育
應權衡藥物對母親的益處和母乳哺育對嬰兒的益處，以決定是否停止哺乳或停藥。

## 禁忌症
- 重度肝功能障礙（Child-Pugh C級），與阿扎那韋或利福平共用[12]。
- 對格卡瑞韋、哌侖他韋或製劑中任何成分過敏，與阿托伐他汀、達比加群、炔雌醇或辛伐他汀共用[12]。

## 作用機轉
格卡瑞韋可抑制絲氨酸蛋白酶 - NS3/4A，而哌侖他韋克可抑制一種鋅結合的親水性磷蛋白 - NS5A。這兩種蛋白質在C型肝炎病毒RNA的複製過程中有重要作用，抑制這些蛋白質可阻止病毒RNA的複製。

## 歷史
G/P是一由艾伯維生物製藥公司開發的複方製劑，其生產符合美國食品藥物管理局（FDA）的GMP標準。
初步發現和確認格卡瑞韋的作用是由艾伯維生物製藥和Enanta藥物（Enanta Pharmaceuticals）共同完成。Enanta與艾伯維生物製藥協議共同鑑定和開發帕立他普韋和格卡瑞韋C型肝炎病毒中的NS3和NS3/4A蛋白酶抑制劑（合作期間：2016年10月到2017年6月），Enanta根據此協議，由艾伯維生物製藥獲得427,000美元的相關報酬。
哌侖他韋的鑑定和開發由艾伯維生物製藥自行完成。

## 研究
G/P在臨床試驗中顯示出能有效清除血液中所有6種基因型C型肝炎病毒。在8項涉及超過2,300 C型肝炎患者的研究中，99%的非肝硬化1型基因型患者經過8週治療方案後，C型肝炎病毒（HCV）檢測呈陰性。在同一組的肝硬化患者中，97%的患者在12週治療方案後的HCV檢測呈陰性，據報導，2型和4-6型基因型的治療結果相似，而95%的3型患者在治療後，病毒檢測呈陰性。